# Tabanus picicalosus
Tabanus picicalosus är en tvåvingeart som beskrevs av David Fairchild 1951. Tabanus picicalosus ingår i släktet Tabanus och familjen bromsar. Inga underarter finns listade i Catalogue of Life.